# Andrzej Zaucha (zanger)

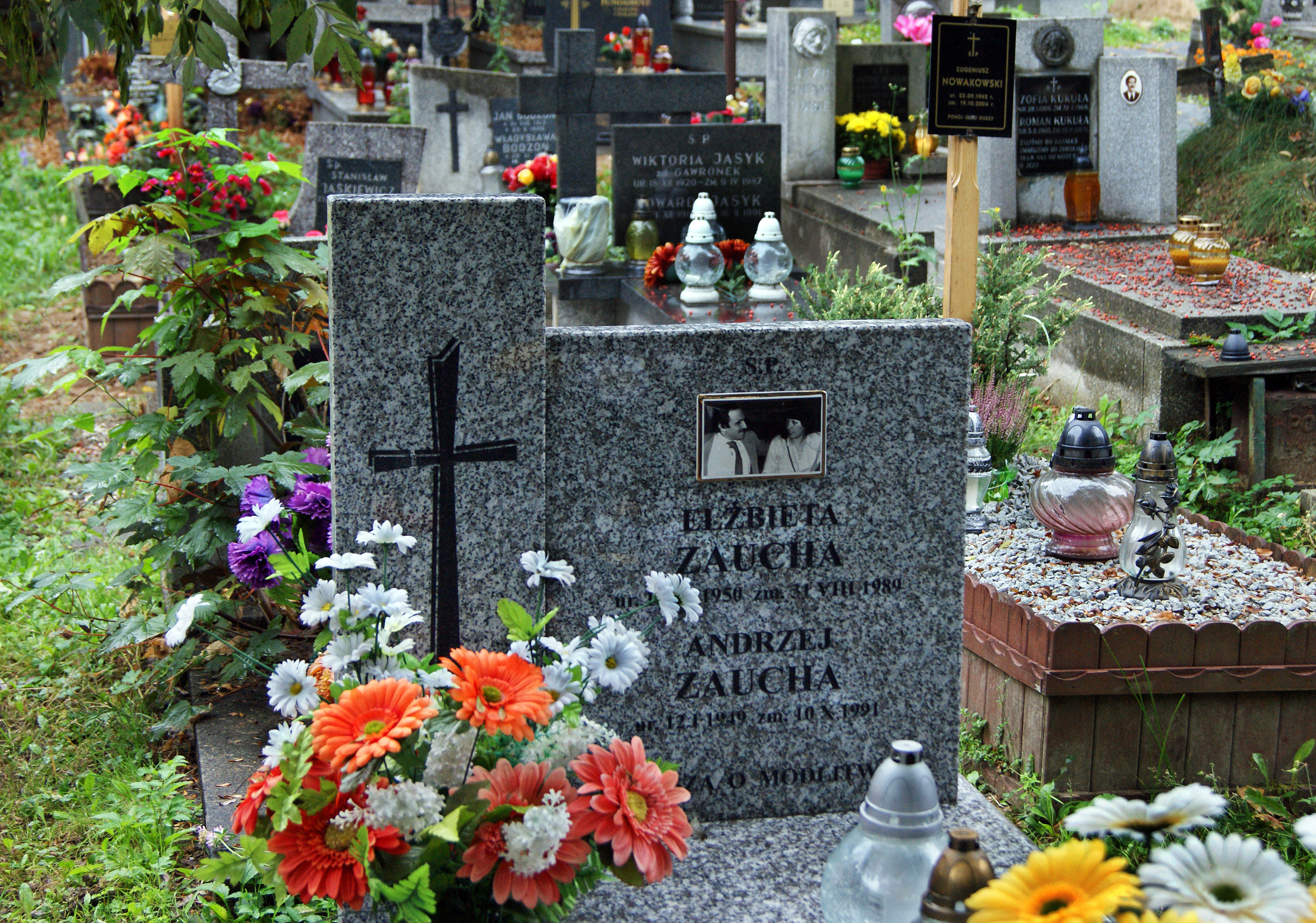
Graf van Andrzej Zaucha

Andrzej Zaucha (Krakau, 12 januari 1949 - aldaar, 10 oktober 1991) was een Pools zanger en saxofonist. Naast zijn solocarrière maakte hij onder andere deel uit van de jazzgroepen Dżamble en Anawa.

## Dood
Op 10 oktober 1991 werd Zaucha, op 42-jarige leeftijd, op een parkeerterrein doodgeschoten door de Franse filmregisseur Yves Goulais. Naast Zaucha kwam ook de vrouw van Goulais, de actrice Zuzanna Leśniak om het leven. Goulais vermoedde dat Zaucha en Lesniak een affaire hadden. Goulais werd voor de dubbele moord veroordeeld tot 15 jaar cel, en kwam op 1 december 2005 weer op vrije voeten.

## Discografie

### Albums
- A. Zaucha (1982)
- Wszystkie stworzenia duże i małe (1983)
- Stare, nowe, najnowsze (1987)

- Gemeinsame Normdatei: 12200907X
- International Standard Name Identifier: 0000 0003 7247 2974
- Library of Congress Control Number: no2016110945
- MusicBrainz: 71bb0589-fb64-4bf6-83e9-e3951c4eade1
- Nationale Bibliotheek van Polen: a0000001185687
- Virtual International Authority File: 302859299
- WorldCat: E39PBJhRK6TVxKmpCmXJ8xCYT3